# Phan Ngọc (nhạc sĩ)
Phan Ngọc (1936–2017) quê Quảng Ngãi, là nhạc sĩ Việt Nam, được tặng Giải thưởng Nhà nước về Văn học Nghệ thuật năm 2007. 

## Tiểu sử
Phan Ngọc, tên khai sinh là Phan Bê, sinh ngày 10 tháng 10 năm 1936 tại Quảng Ngãi.
Từ năm 1954 đến 1962, Phan Ngọc đã hoạt động trong Đoàn Văn công Quân khu 5. Năm 1962 – 1969, công tác tại Đoàn Văn công Quân Giải phóng B5. Năm 1970 – 1977, ông ra Hà Nội theo học Khoa Sáng tác Nhạc viện Hà Nội (nay là Học viện Âm nhạc Quốc gia Việt Nam). Năm 1977 – 1995, Phan Ngọc trở về Đà Nẵng làm Phó trưởng đoàn kiêm chỉ đạo nghệ thuật Đoàn ca múa Quân khu 5. Do có năng lực viết khí nhạc nên năm 1985, ông được cử đi tham gia trại sáng tác Ivanovo (Liên Xô cũ).
Ông giữ cấp bậc Trung tá lúc làm Phó Trưởng Đoàn Văn công quân khu V. Sau khi nghỉ hưu, ông là ủy viên Ban Chấp hành Hội Âm nhạc thành phố Đà Nẵng 2 nhiệm kỳ (2002-2007 và 2007-2012). 
Ông qua đời vào ngày 16 tháng 4 năm 2017 tại Đà Nẵng.

## Sự nghiệp
Vài năm sau khi có mặt ở Đoàn văn công Quân khu 5, Phan Ngọc đã viết ra “Khúc hát Hơ Rê” rất độc đáo. Từ đó cái tên Phan Ngọc bắt đầu xuất hiện trong làng nhạc cùng với các nhạc sĩ miền Nam như Tố Hải, Văn Chừng, Thanh Anh...
Trong cuộc Tổng tấn công Mậu Thân 1968, Phan Ngọc cho ra đời “Người Đà Nẵng” - một hành khúc trầm tĩnh, như tính cách người Đà Nẵng.
Trong những năm học tập tại Nhạc viện, Phan Ngọc lại say mê sáng tác khí nhạc. Giao hưởng e-moll hai chương “Một thời để nhớ” của ông đã được Hội Nhạc sĩ Việt Nam trao giải thưởng năm 1996. 
Năm 1975, Phan Ngọc hoàn thành bản giao hưởng ba chương có nhan đề Đất nước yêu thương - tác phẩm tốt nghiệp đại học âm nhạc của ông.
Sau đó, ông liên tiếp thành công trong giao hưởng “Đất nước yêu thương”, tổ khúc Piano “Bóng dừa”, “Mùa tuyết ở Nga”, ngũ tấu “Cánh chim Chơ rao”, Rhapsody “Miền hoan ca” và đặc biệt Capriccio “Sông Hàn”... Giao hưởng anh viết về khởi nghĩa Trà Bồng cũng gây xúc động mạnh khi trình diễn tại Nhà hát lớn Hà Nội...
Năm 1999, Phan Ngọc sáng tác bản giao hưởng thơ Thung lũng đỏ. Mặc dù vẫn viết ở hình thức sonate nhưng ở tác phẩm này bên cạnh những đổi mới về ngôn ngữ âm nhạc, trong cấu trúc tác phẩm cũng có những tìm tòi. Tác phẩm này đã được Hội Nhạc sĩ Việt Nam trao giải thưởng năm 1999. 
Năm 2002, với sự tài trợ của Hội Nhạc sĩ Việt Nam, Phan Ngọc đã hoàn thành bản rhapsodie Hào khí Tây Sơn viết cho dàn nhạc giao hưởng và được Dàn nhạc Giao hưởng Quốc gia trình diễn lần đầu tiên vào ngày 15 tháng 11 năm 2003 tại Nhà hát Lớn Hà Nội dưới đũa chỉ huy của nhạc trưởng người Anh Graham Suteliffe.
Việc kết hợp giữa âm nhạc và hội họa từng được thể hiện qua một số tác phẩm nổi tiếng trên thế giới như liên khúc piano Những bức tranh trong phòng triển lãm của nhạc sĩ Nga M. Mussorgsky (1839-1881) hay tác phẩm Những bức tranh khắc gỗ của nhạc sĩ Pháp, trường phái Ấn tượng De Bussy (1862-1918)... Bản rhapsodie Huyền tưởng cũng là một tác phẩm mà Phan Ngọc dụng công kết hợp giữa âm nhạc và hội họa nhằm miêu tả những pho tượng và những phù điêu bằng đá trong Bảo tàng Điêu khắc Chăm.
Ngoài ra, ông còn viết một số nhạc phẩm phục vụ các Hội diễn chuyên nghiệp Ca Múa Nhạc toàn quốc. Từ năm 1981 đến năm 1995, nhiều tác phảm của ông được trình diễn và gây được nhiều ấn tượng tốt như các ca khúc: Khúc ca Hơ Rê, Đảo xa, Gọi em, Chuyện tình Tiên Sa và các nhạc múa: Ngọn lửa Ba Tơ, Tượng binh Tây Sơn, Ăngko bất diệt, Đảo chiến sĩ, Mùa săn biển...
Năm 1996, Hội Nhạc sĩ Việt nam và DIHAVINA đã xuất bản Tuyển tập và Album tác giả Phan Ngọc mang tên Tỏ tình.
Ông đã được Nhà nước tặng thưởng: Huân chương Chiến sĩ vẻ vang hạng Nhất, Nhì, Ba; Huân chương Chiến sĩ Giải phóng hạng Nhất, Nhì, Ba; Huân chương Chiến công Giải phóng hạng Nhất; Huân chương Kháng chiến hạng Nhất.
Ông được nhận Giải thưởng Nhà nước về Văn học Nghệ thuật năm 2007 cho các ca khúc: Khúc ca Hơ rê, Chuyện tình tiên sa, tác phẩm giao hưởng Một thời để nhớ, giao hưởng thơ Thung lũng đỏ và tác phẩm rhapsody Hào khí Tây Sơn.

## Tác phẩm chính

### Giao hưởng, khí nhạc
- Một thời để nhớ
- Đất nước yêu thương
- “Bóng dừa”,
- “Mùa tuyết ở Nga”
- “Cánh chim Chơ rao”
- “Miền hoan ca”
- “Sông Hàn”
- Thung lũng đỏ
- Hào khí Tây Sơn

### Ca khúc
- Người Đà Nẵng
- Khúc ca Hơ Rê,
- Đảo xa
- Gọi em
- Chuyện tình Tiên Sa

### Nhạc múa
- Ngọn lửa Ba Tơ,
- Tượng binh Tây Sơn,
- Ăngko bất diệt,
- Đảo chiến sĩ,
- Mùa săn biển

### Tuyển tập
- Tỏ tình (Tuyển tập và Album tác giả Phan Ngọc)

## Vinh danh
- Giải thưởng Nhà nước về Văn học Nghệ thuật năm 2007

### Khen thưởng
- Huân chương Chiến sĩ vẻ vang hạng Nhất, Nhì, Ba
- Huân chương Chiến sĩ Giải phóng hạng Nhất, Nhì, Ba
- Huân chương Chiến công Giải phóng hạng Nhất
- Huân chương Quân kỳ Quyết thắng
- Huân chương Kháng chiến hạng Nhất

### Giải thưởng âm nhạc
- Giải thưởng Hội nhạc sĩ Việt Nam năm 1996
- Giải thưởng Hội nhạc sĩ Việt Nam năm 1999